# Trerulefoot
Trerulefoot – wieś w Anglii, w Kornwalii. Leży 91 km na wschód od miasta Penzance i 321 km na zachód od Londynu.